# Ceramonema rectum
Ceramonema rectum är en rundmaskart som beskrevs av Gerlach 1957. Ceramonema rectum ingår i släktet Ceramonema och familjen Ceramonematidae. Inga underarter finns listade i Catalogue of Life.